# Kleopatra II
Kleopatra II (také známá jako Velká Kleopatra) je obraz českého malíře Jana Zrzavého, vzniklý v letech 1942 až 1957.

## Historie a popis díla
Zrzavý za svého života mnohokrát zpodobnil egyptskou královnu Kleopatru VII., poprvé již v roce 1907, a Kleopatra II byla završením jeho půlstoletí trvajícího uměleckého zájmu o postavu této panovnice. Kleopatra měla v předešlé verzi obrazu z roku 1940 (namalované dle kresby z roku 1919) podobu svůdné nahé ženy s úsměvem a sklenicí červeného vína v ruce, zatímco obraz z let 1942 až 1957 ztvárňuje královnu oproštěnou od detailů, jako téměř androgynní, výrazně rudě zbarvenou postavu, pololežící v popředí na zlatozelené draperii. V pozadí je znázorněna noční krajina prosvětlená zlatým měsícem a palmami, na pravé straně jsou dvě pyramidy, v popředí nalevo od Kleopatry pak velká nádoba na podstavci.
Výrazná červená barva Kleopatry je symbolem života, zelená použitá na drapérii znamená smrt. Pyramidy v pozadí odkazují k Egyptu, drapérie ale souvisí spíše s tradici české středověké deskové malby a se středověkou malbou obecně, kterou Zrzavý obdivoval. Kleopatra, přestože se podobá loutce, působí eroticky díky své barvě a celkové kompozici. Původ námětu k tomuto obrazu se zřejmě skrývá v autorově dětství, kdy si často hrál se starou koženou pannou bez vlasů, na kterou se snažil namalovat obličej.
Dílo bylo roku 1973 koupeno Národní galerií v Praze a dnes se nachází ve Veletržním paláci.

## Zajímavost
- V anketě Českého rozhlasu Vltava Kánon100 z roku 2018 se Kleopatra II umístila na druhém místě v kategorii zaměřené na výtvarné umění.[7]